# Loto (groupe)
Pour les articles homonymes, voir Loto (homonymie).
Loto est un groupe portugais de musique électronique et plus précisément de rock électronique/synthpop qui s'est formé en 2001 à Alcobaça.
En ce moment[Quand ?] le groupe travaille avec Peter Hook le bassiste de New Order pour la préparation d'un nouvel album.

## Membres
- Ricardo Coelho : Voix
- Joao Tiago : Synthétiseurs, Claviers
- Joao Pedrosa : Batterie électronique

## Discographie
- 2002 : Swinging on a Star [EP]
- 2004 : The Club
- 2005 : We Love You (The Club REmix)
- 2006 : Beat Riot